# Пем Ферріс
Памела Ферріс (англ. Pamela Ferris; 11 травня 1948, Ганновер) — британська валлійська акторка. Найбільш відома ролями Ма Ларкін в телесеріалі «Ніжні травневі квіти», і Марджорі Дурслі у фільмі «Гаррі Поттер і в'язень Азкабану». 

## Біографія
Народилась в німецькому місті Ганновер, де її батько проходив службу у ВПС Великої Британії. Батько, Фред Ферріс, за фахом був поліцейським, а мати, Енн Перкінс, завідувала сімейною пекарнею.
Дитинство Пем Ферріс пройшло у селищі Аберкенфіґ, округ Брідженд. Коли Пем виповнилося тринадцять років, родина емігрувала в Нову Зеландію. У двадцять років Пем повернулась у Велику Британію.
Акторську кар'єру розпочала в театрі Mercury, в Окленді. Повернувшись в Британію, грала на сценах театру «Королівський двір» та Королівського національного театру. Починаючи з 1971 року знімається на телебаченні. Дебютною роллю в кіно стала роль Мевіс у фільмі «Тим часом».
Сьогодні Пем Ферріс живе в селищі Елхем, графство Кент. З 1986 року одружена з актором Роджером Фростом. Дітей немає. 
Пем є переконаною вегетаріанкою.

## Фільмографія
- 1971 — Play of the Month — Пак
- 1984 — Тим часом — Мевіс
- 1984 — Будинок — місіс Смет
- 1990 — На світі є не тільки апельсини — місіс Аркрайт
- 1991-1993 — Ніжні травневі квіти — Ма Ларкін
- 1996 — Незнайомка з Вілдфел-Холу — місіс Маркгам
- 1996 — Матильда — Агата Транчбул
- 1997 — Корови — Бу Джонсон
- 1998 — Наш спільний друг — місіс Генрієтта Боффін
- 2001 — Життя і пригоди Ніколаса Нікльбі — місіс Сквірс
- 2001 — Солодка помста — Деніз
- 2002 — Вбити Смучі — Томмі Коттер
- 2003 — Поліанна — місіс Сноу
- 2003-2005 - Розмарі і Тайм - Лора Тайм
- 2004 — Гаррі Поттер і в'язень Азкабану — тітка Мардж
- 2006 — Останній нащадок Землі — Міріам
- 2008 — Крихітка Дорріт — місіс Дженерал
- 2011 — Убивства в Мідсомері — Ліз
- 2012 — Ворон — місіс Бредлі
- 2018 — Голмс та Ватсон — королева Вікторія